# Koulou
Koulou is een gemeente (commune) in de regio Kayes in Mali. De gemeente telt 10.500 inwoners (2009).
De gemeente bestaat uit de volgende plaatsen:
- Balandougou
- Baléa (hoofdplaats)
- Bendougou
- Goundamiya
- Kambaya
- Kambéléya
- Kouraguè
- Krikania
- Labanta
- Matira